# 向哈線
向哈線（こうはせん、中国語: 向哈铁路）は中華人民共和国の中国国鉄の鉄道路線である。 黒竜江省ジャムス市富錦市の向陽川駅と同同江市の哈魚島駅を結ぶ全長82.4kmの路線である。同江地方線（中国語: 同江地方铁路）とも呼ばれる。
福前線の向陽川駅から分岐し、同江駅と哈魚島駅が設置されている。現在中露国境を跨ぐ形で建設中の同江鉄路大橋に接続し、黒龍江を越えてロシア連邦のニジュネレニンスコエに至る。2003年10月20日に建設工事が開始され、2005年12月11日に向陽川 - 同江間が開業し、同江 - 哈魚島間は2007年2月に開業した。